# 2. ŽNL Splitsko-dalmatinska 2024./25.
Ovaj članak je podtema članka: 6. rang HNL-a 2024./25.

2. ŽNL Splitsko-dalmatinska u sezoni 2024./25. predstavlja drugi stupanj županijske lige u Splitsko-dalmatinskoj županiji, te ligu šestog stupnja hrvatskog nogometnog prvenstva. 
 U natjecanju sudjeluje 9 klubova. 

## Sustav natjecanja
Liga se igra iz dva dijela: 
- prvi dio – devet klubova igra dvokružnu ligu (18 kola, 16 utakmica po klubu)
- drugi dio – na osnovu plasmana u prvom dijelu igraju se jednokružne 
  - (5 kola, 4 utakmice po klubu) "Liga za prvaka" (za 1. – 5. mjesto) i
  - (4 kola, 3 utakmice po klubu) "Liga za plasman" (za 6. – 9. mjesto)

## Sudionici
- Adriatic – Split
- Čaporice-Trilj – Čaporice, Trilj
- Glavice 1991 – Glavice, Sinj
- Hvar – Hvar
- Jadran – Supetar
- Mosor – Žrnovnica, Split
- Poljičanin 1921 – Srinjine, Split
- Postira-Sardi – Postira
- Trilj 2001 – Trilj

## Prvi dio natjecanja
Ažurirano: 15. svibnja 2025. (do 18. kola) 

### Ljestvica
| Poz. | Momčad                   | U  | P  | N | I  | G+ | G– | G+/– | Bod. | Nastavak natjecanja ili ispadanje |
| ---- | ------------------------ | -- | -- | - | -- | -- | -- | ---- | ---- | --------------------------------- |
| 1.   | Čaporice-Trilj           | 16 | 12 | 1 | 3  | 47 | 23 | +24  | 37   | Liga za prvaka                    |
| 2.   | Hvar                     | 16 | 12 | 0 | 4  | 52 | 18 | +34  | 36   | Liga za prvaka                    |
| 3.   | Mosor Žrnovnica          | 16 | 10 | 4 | 2  | 51 | 17 | +34  | 34   | Liga za prvaka                    |
| 4.   | Postira-Sardi            | 16 | 8  | 5 | 3  | 42 | 26 | +16  | 29   | Liga za prvaka                    |
| 5.   | Glavice 1991             | 16 | 8  | 2 | 6  | 32 | 26 | +6   | 26   | Liga za prvaka                    |
| 6.   | Trilj 2001               | 16 | 5  | 2 | 9  | 23 | 28 | −5   | 17   | Liga za plasman                   |
| 7.   | Jadran Supetar           | 16 | 5  | 1 | 10 | 14 | 42 | −28  | 13   | Liga za plasman                   |
| 8.   | Adriatic Split           | 16 | 2  | 2 | 12 | 13 | 54 | −41  | 8    | Liga za plasman                   |
| 9.   | Poljičanin 1921 Srinjine | 16 | 1  | 1 | 14 | 11 | 51 | −40  | 4    | Liga za plasman                   |

1. ↑  3 boda oduzet od saveza.

### Rezultati
| 1. kolo                          | 1. kolo |
| -------------------------------- | ------- |
| 21. rujna 2024.                  |         |
| Hvar – Trilj 2001                | 0:1     |
| Čaporice-Trilj – Poljičanin 1921 | 3:1     |
| Mosor – Adriatic                 | 3:0     |
| 22. rujna 2024.                  |         |
| Glavice 1991 – Postira-Sardi     | 1:2     |
| [ 1 ]                            |         |

| 2. kolo                   | 2. kolo |
| ------------------------- | ------- |
| 25. rujna 2024.           |         |
| Adriatic – Čaporice-Trilj | 1:5     |
| 28. rujna 2024.           |         |
| Poljičanin 1921 – Jadran  | 0:2     |
| 29. rujna 2024.           |         |
| Glavice 1991 – Hvar       | 4:0     |
| 29. rujna 2024.           |         |
| Trilj 2001 – Mosor        | 0:3     |
| [ 1 ]                     |         |

| 3. kolo                     | 3. kolo |
| --------------------------- | ------- |
| 5. listopada 2024.          |         |
| Hvar – Postira-Sardi        | 1:3     |
| Mosor – Glavice 1991        | 3:3     |
| Čaporice-Trilj – Trilj 2001 | 4:1     |
| 6. listopada 2024.          |         |
| Jadran – Adriatic           | 3:0     |
| [ 1 ]                       |         |

| 4. kolo                         | 4. kolo |
| ------------------------------- | ------- |
| 12. listopada 2024.             |         |
| Trilj 2001 – Jadran             | 1:0     |
| 13. listopada 2024.             |         |
| Postira-Sardi – Poljičanin 1921 | 2:2     |
| Glavice 1991 – Čaporice-Trilj   | 1:4     |
| Mosor – Hvar                    | 5:1     |
| [ 1 ]                           |         |

| 5. kolo                    | 5. kolo |
| -------------------------- | ------- |
| 18. listopada 2024.        |         |
| Čaporice-Trilj – Hvar      | 1:2     |
| 19. listopada 2024.        |         |
| Poljičanin 1921 – Adriatic | 2:1     |
| 20. listopada 2024.        |         |
| Mosor – Postira-Sardi      | 1:1     |
| Jadran – Glavice 1991      | 2:0     |
| [ 1 ]                      |         |

| 6. kolo                      | 6. kolo |
| ---------------------------- | ------- |
| 26. listopada 2024.          |         |
| Trilj 2001 – Poljičanin 1921 | 4:0     |
| Mosor – Čaporice-Trilj       | 4:2     |
| 27. listopada 2024.          |         |
| Postira-Sardi – Adriatic     | 8:1     |
| Hvar – Jadran                | 5:0     |
| [ 1 ]                        |         |

| 7. kolo                        | 7. kolo |
| ------------------------------ | ------- |
| 9. studenog 2024.              |         |
| Adriatic – Trilj 2001          | 2:1     |
| Čaporice-Trilj – Postira-Sardi | 3:2     |
| Poljičanin 1921 – Glavice 1991 | 0:2     |
| 10. studenog 2024.             |         |
| Jadran – Mosor                 | 1:5     |
| [ 1 ]                          |         |

| 8. kolo                    | 8. kolo |
| -------------------------- | ------- |
| 15. studenog 2024.         |         |
| Glavice 1991 – Adriatic    | 5:1     |
| 16. studenog 2024.         |         |
| Čaporice-Trilj – Jadran    | 2:0     |
| Hvar – Poljičanin 1921     | 5:0     |
| 17. studenog 2024.         |         |
| Postira-Sardi – Trilj 2001 | 1:1     |
| [ 1 ]                      |         |

| 9. kolo                   | 9. kolo |
| ------------------------- | ------- |
| 23. studenog 2024.        |         |
| Poljičanin 1921 – Mosor   | 1:3     |
| Trilj 2001 – Glavice 1991 | 0:1     |
| Adriatic – Hvar           | 0:1     |
| 24. studenog 2024.        |         |
| Jadran – Postira-Sardi    | 0:0     |
| [ 1 ]                     |         |

| 10. kolo                         | 10. kolo |
| -------------------------------- | -------- |
| 30. studenog 2024.               |          |
| Poljičanin 1921 – Čaporice-Trilj | 1:2      |
| Adriatic – Mosor                 | 1:6      |
| 1. prosinca 2024.                |          |
| Postira-Sardi – Glavice 1991     | 3:2      |
| Trilj 2001 – Hvar                | 1:3      |
| [ 1 ]                            |          |

| 11. kolo                  | 11. kolo |
| ------------------------- | -------- |
| 7. prosinca 2024.         |          |
| Čaporice-Trilj – Adriatic | 4:0      |
| Mosor – Trilj 2001        | 3:1      |
| 8. prosinca 2024.         |          |
| Jadran – Poljičanin 1921  | 2:1      |
| 8. veljače 2025.          |          |
| Hvar – Glavice 1991       | 5:1      |
| [ 1 ]                     |          |

| 12. kolo                    | 12. kolo |
| --------------------------- | -------- |
| 8. ožujka 2025.             |          |
| Trilj 2001 – Čaporice-Trilj | 0:2      |
| 9. ožujka 2025.             |          |
| Postira-Sardi – Hvar        | 1:6      |
| Glavice 1991 – Mosor        | 2:1      |
| 12. ožujka 2025.            |          |
| Adriatic – Jadran           | 0:3      |
| [ 1 ]                       |          |

| 13. kolo                        | 13. kolo |
| ------------------------------- | -------- |
| 15. ožujka 2025.                |          |
| Jadran – Trilj 2001             | 0:4      |
| Poljičanin 1921 – Postira-Sardi | 1:2      |
| 16. ožujka 2025.                |          |
| Hvar – Mosor                    | 2:0      |
| Čaporice-Trilj – Glavice 1991   | 2:1      |
| [ 1 ]                           |          |

| 14. kolo                   | 14. kolo |
| -------------------------- | -------- |
| 22. ožujka 2025.           |          |
| Hvar – Čaporice-Trilj      | 7:1      |
| Adriatic – Poljičanin 1921 | 2:0      |
| 23. ožujka 2025.           |          |
| Postira-Sardi – Mosor      | 1:1      |
| Glavice 1991 – Jadran      | 4:1      |
| [ 1 ]                      |          |

| 15. kolo                     | 15. kolo |
| ---------------------------- | -------- |
| 29. ožujka 2025.             |          |
| Poljičanin 1921 – Trilj 2001 | 1:4      |
| Čaporice-Trilj – Mosor       | 1:1      |
| Adriatic – Postira-Sardi     | 0:3      |
| 2. travnja 2025.             |          |
| Jadran – Hvar                | 0:1      |
| [ 1 ]                        |          |

| 16. kolo                       | 16. kolo |
| ------------------------------ | -------- |
| 4. travnja 2025.               |          |
| Trilj 2001 – Adriatic          | 1:1      |
| 5. travnja 2025.               |          |
| Mosor – Jadran                 | 3:0 p.f. |
| 6. travnja 2025.               |          |
| Postira-Sardi – Čaporice-Trilj | 1:2      |
| Glavice 1991 – Poljičanin 1921 | 2:1      |
| [ 1 ]                          |          |

| 17. kolo                   | 17. kolo |
| -------------------------- | -------- |
| 11. travnja 2025.          |          |
| Adriatic – Glavice 1991    | 2:2      |
| 12. travnja 2025.          |          |
| Trilj 2001 – Postira-Sardi | 3:5      |
| Poljičanin 1921 – Hvar     | 0:6      |
| 13. travnja 2025.          |          |
| Jadran – Čaporice-Trilj    | 0:9      |
| [ 1 ]                      |          |

| 18. kolo                  | 18. kolo |
| ------------------------- | -------- |
| 23. travnja 2025.         |          |
| Hvar – Adriatic           | 7:1      |
| 26. travnja 2025.         |          |
| Mosor – Poljičanin 1921   | 9:0      |
| Glavice 1991 – Trilj 2001 | 2:0      |
| 27. travnja 2025.         |          |
| Postira-Sardi – Jadran    | 7:1      |
| [ 1 ]                     |          |

## Drugi dio natjecanja

### Liga za prvaka
| Poz. | Momčad             | U  | P  | N | I  | G+ | G– | G+/– | Bod. | Nastavak natjecanja ili ispadanje |
| ---- | ------------------ | -- | -- | - | -- | -- | -- | ---- | ---- | --------------------------------- |
| 1.   | Čaporice-Trilj (P) | 20 | 15 | 1 | 4  | 66 | 30 | +36  | 46   | 1. ŽNL                            |
| 2.   | Hvar               | 20 | 15 | 0 | 5  | 68 | 24 | +44  | 45   |                                   |
| 3.   | Mosor Žrnovnica    | 20 | 13 | 4 | 3  | 60 | 24 | +36  | 43   |                                   |
| 4.   | Postira-Sardi      | 20 | 9  | 5 | 6  | 54 | 42 | +12  | 32   |                                   |
| 5.   | Glavice 1991       | 20 | 8  | 2 | 10 | 35 | 49 | −14  | 26   |                                   |

#### Rezultati
| 1. kolo               | 1. kolo |
| --------------------- | ------- |
| 3. svibnja 2025.      |         |
| Hvar – Glavice 1991   | 6:0     |
| 4. svibnja 2025.      |         |
| Mosor – Postira-Sardi | 3:0     |
| [ 1 ]                 |         |

| 2. kolo                       | 2. kolo |
| ----------------------------- | ------- |
| 11. svibnja 2025.             |         |
| Postira-Sardi – Hvar          | 4:5     |
| Glavice 1991 – Čaporice Trilj | 1:8     |
| [ 1 ]                         |         |

| 3. kolo                        | 3. kolo |
| ------------------------------ | ------- |
| 17. svibnja 2025.              |         |
| Hvar – Mosor                   | 4:0     |
| 18. svibnja 2025.              |         |
| Čaporice Trilj – Postira-Sardi | 8:2     |
| [ 1 ]                          |         |

| 4. kolo                      | 4. kolo |
| ---------------------------- | ------- |
| 24. svibnja 2025.            |         |
| Postira-Sardi – Glavice 1991 | 6:0     |
| Mosor – Čaporice Trilj       | 3:1     |
| [ 1 ]                        |         |

| 5. kolo               | 5. kolo |
| --------------------- | ------- |
| 1. lipnja 2025.       |         |
| Čaporice Trilj – Hvar | 2:1     |
| Glavice 1991 – Mosor  | 2:3     |
| [ 1 ]                 |         |

### Liga za plasman
| Poz. | Momčad                   | U  | P | N | I  | G+ | G– | G+/– | Bod. |
| ---- | ------------------------ | -- | - | - | -- | -- | -- | ---- | ---- |
| 6.   | Trilj 2001               | 19 | 8 | 2 | 9  | 31 | 30 | +1   | 26   |
| 7.   | Jadran Supetar           | 19 | 6 | 2 | 11 | 20 | 49 | −29  | 17   |
| 8.   | Adriatic Split           | 19 | 3 | 3 | 13 | 19 | 60 | −41  | 12   |
| 9.   | Poljičanin 1921 Srinjine | 19 | 1 | 1 | 17 | 16 | 61 | −45  | 4    |

1. ↑  3 boda oduzet od saveza.

#### Rezultati
| 1. kolo                          | 1. kolo |
| -------------------------------- | ------- |
| 2. svibnja 2025.                 |         |
| Trilj 2001 – Adriatic            | 2:1     |
| 4. svibnja 2025.                 |         |
| Jadran Supetar – Poljičanin 1921 | 4:2     |
| [ 1 ]                            |         |

| 2. kolo                      | 2. kolo |
| ---------------------------- | ------- |
| 10. svibnja 2025.            |         |
| Poljičanin 1921 – Trilj 2001 | 1:3     |
| 11. svibnja 2025.            |         |
| Jadran Supetar – Adriatic    | 2:2     |
| [ 1 ]                        |         |

| 3. kolo                     | 3. kolo |
| --------------------------- | ------- |
| 16. svibnja 2025.           |         |
| Trilj 2001 – Jadran Supetar | 3:0     |
| 17. svibnja 2025.           |         |
| Adriatic – Poljičanin 1921  | 3:2     |
| [ 1 ]                       |         |

## Najbolji strijelci
Izvori: 

Strijelci 10 i više pogodaka: 
| 24 gola - Stipe Petrić (Hvar) 22 gola - Tomislav Brkušić (Hvar) 17 golova - Stipe Vrdoljak (Čaporice-Trilj) 12 golova - Jure Bartulić (Mosor) - Tomislav Copić (Postira-Sardi) | 11 golova - Luka Jurić (Čaporice-Trilj) - Frane Vidas (Postira-Sardi) 10 golova - Dario Džemailji (Mosor) |

 Ažurirano: 8. lipnja 2025. </ref> 

## Vanjske poveznice
- nszsd.hr, Nogometni savez Županije Splitsko-dalmatinske
- nszsd.hr, 2. ŽNL
- Nogometni savez Županije splitsko-dalmatinske, facebook stranica
- sportnet.hr forum, 1. i 2. ŽNL Splitsko-dalmatinske županije
- dalmatinskinogomet.hr
- semafor.hns.family, HNS Semafor